# لوئین مک‌گرث
لوئین مک‌گرَث (انگلیسی: Leueen MacGrath؛ ۳ ژوئیهٔ ۱۹۱۴ – ۲۷ مارس ۱۹۹۲) بازیگر و نمایش‌نامه‌نویس اهل انگلستان بود.
از فیلم‌ها یا برنامه‌های تلویزیونی که وی در آن نقش داشته است، می‌توان به پیگمالیون و جوراب ابریشمی اشاره کرد.